# Tepabril
La Feria Tepabril, también conocida como La Feria Grande De Los Altos, es un evento anual, el cual se lleva a cabo entre los meses de abril y mayo en la ciudad de Tepatitlán de Morelos, en el estado de Jalisco. Con casi 40 hectáreas de perímetro ferial, la Feria Tepabril tiene zonas especialmente adaptadas para cada una de las actividades que se realizan en esta zona.

## Descripción
Uno de los principales atractivos es el Núcleo Tepabril, un área de 16 hectáreas de entretenimiento, puedes caminar entre sus pasillos lleno de restaurantes, comercios, antros y juegos mecánicos; también aquí reside el Palenque de la Feria, un recinto que alberga un aforo de aproximadamente 13 000 personas divididas en cuatro zonas diferentes, aquí se llevan a cabo las tradicionales peleas de gallos, ícono de esta festividad, en fechas clave, al finalizar dichas justas se llevan a cabo presentaciones de artistas de talla internacional, convirtiéndose así en el foro musical más importante de la región.
Asimismo, junto con el Núcleo Tepabril, se lleva a cabo la exposición ganadera de Tepatitlán de Morelos, en la cual se realizan eventos relacionados con el comercio, la actividad agropecuaria, el entretenimiento y la cultura. En ella, se hace subasta y exhibición de ganado como foco principal, y al igual que el Núcleo Tepabril, se ofrecen juegos mecánicos y diversas actividades de ocio.
Por otra parte, diariamente, según la agenda anual, existen diversos eventos musicales y religiosos, como el teatro del pueblo; y otros tantos que siempre se llevan a cabo, tal y como el "Castillo", un acontecimiento en el que se usan fuegos pirotécnicos y otros objetos de celebración con el fin de entretener en la plaza de Tepatitlán; o el recorrido Del señor de la misericordia, una caminata religiosa del 27 al 29 de abril. 

## Historia

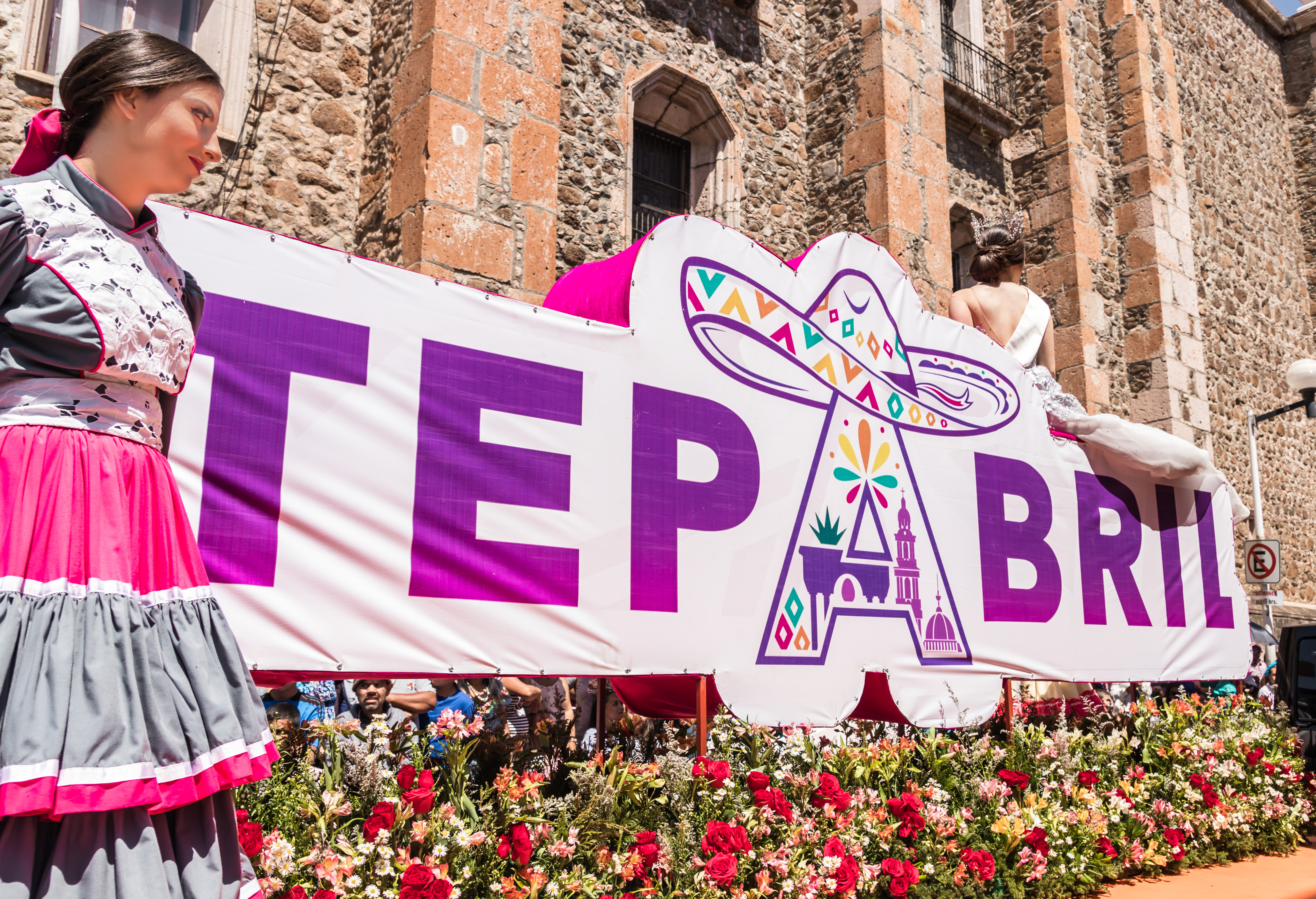
Letrero con la leyenda: «TEPABRIL»

Supuestamente, ya en 1840 se celebraban dos fiestas totalmente separadas: Las Fiestas Patrias, apreciadas entonces desde la consumación de la independencia de México, y las de El señor de la misericordia, las cuales se festejaban desde la presencia del catolicismo en Tepatitlán. Pese a diversos obstáculos, en especial la Guerra Cristera, la cual libró ciertas batallas en Tepatitlán, ambas festividades se mantuvieron hasta 1971, año en el que se unieron las conmemoraciones religiosas y las fiestas patrias, en el concepto que se conoce como Tepabril.
Es desde aquel año en que Tepatitlán de Morelos vive sus tradicionales fiestas, sumándose otros eventos, como la exposición ganadera, y haciendo un juego de palabras con el nombre de la ciudad y el mes en el que se realiza "La Feria Grande de Los Altos".
La Feria Tepabril solo ha sido suspendida en 3 ocasiones durante 6 ediciones: la primera, durante tres años que duró la Guerra Cristera; la segunda un 28 de abril del año 2009, cuando Tepatitlán se convirtió en el epicentro de la pandemia de Influenza A H1N1; y la última en 2020 y 2021, por la enfermedad COVID-19, originada por el virus del SARS-CoV-2.